# Gmina Langebæk
Gmina Langebæk (duń. Langebæk Kommune) była w latach 1970–2006 (włącznie) jedną z gmin w Danii w okręgu Storstrøms Amt. 
Siedzibą władz gminy było miasto Langebæk. 
Gmina Langebæk została utworzona 1 kwietnia 1970 na mocy reformy podziału administracyjnego Danii. Po kolejnej reformie w 2007 r. weszła w skład gminy Vordingborg.

## Dane liczbowe
- Liczba ludności: (♀ 3172 + ♂ 3160) = 6332
  - wiek 0-6: 7,9%
  - wiek 7-16: 13,8%
  - wiek 17-66: 63,1%
  - wiek 67+: 15,1%
- zagęszczenie ludności: 63,3 osób/km²
- bezrobocie: 5,5% osób w wieku 17-66 lat
- cudzoziemcy z UE, Skandynawii i USA: 104 na 10 000 osób
- cudzoziemcy z krajów Trzeciego Świata: 125 na 10 000 osób
- liczba szkół podstawowych: 2 (liczba klas: 35)